# لعبة مريم
لعبة مريم (بالفرنسية: jeu de mariam)‏ هي لعبة فيديو رعب من تطوير ونشر سلمان الحربي، صدرت في 25 يوليو 2017 وتعمل على أجهزة أندرويد وآي أو إس. تتمحور فكرة اللعبة على مساعدة فتاة تسمى مريم على الوصول إلى منزلها مع سلسلة من الأسئلة تطرحها الفتاة تختلف نوعيتها حسب تقدم اللاعب في اللعبة.
وقد حصلت اللعبة على أزيد من خمسة ملايين عملية تنزيل على جوجل بلاي، وهي تدعم اللغة العربية والإنجليزية.

## أسلوب اللعب
تدور أحداث اللعبة حول فتاة صغيرة اسمها «مريم» تائهة من منزلها، على اللاعب مساعدتها وإرشادها للوصول إليه، وأثناء البدء باللعب تبدأ الفتاة بطرح مجموعة من الأسئلة مثل (ما اسمك؟ أين تسكن؟ هل تراني جميلة؟ هل تريد التعرف إلى والدي؟ هل تريد أن نصبح أصدقاء؟ هل اسمك الظاهر هو الحقيقي؟… إلخ) وقد تتضمن مجموعة من البيانات الشخصية وللإجابة يكون للاعب خيارات للنقر وتجيب مريم على حسب اختيار اللاعب. بعد نجاحه في توصيل مريم للمنزل تطلب منه لقاء والدها، بعدها تستكمل الأسئلة، وقد يصل اللاعب إلى مرحلة تطلب من اللاعب الانتظار إلى اليوم التالي أي 24 ساعة لاستكمال الأسئلة مرة أخرى. كل ذلك يدور في أجواء مع موسيقى وصور مرعبة تعطي تجربة رعب أفضل.

## ردود الفعل

### إثارة الجدل
رغم الشهرة التي نالتها اللعبة في العالم العربي، وتحديدا في منطقة الشرق الأوسط، إلا أنه قد أصبح جدل كبير حولها، من أكثر تلك الأمور هي نوع الأسئلة الموجهة للاعب المتعلقة بمعلوماته الشخصية، وقال البعض أنها شبيهة جدا بلعبة الحوت الأزرق التي تهتم أيضا بالبيانات الشخصية، ودعوا المستخدمون أيضا في مواقع التواصل الإجتماعي (تويتر، فيسبوك….) بالإبتعاد عن اللعبة. من الظواهر الخطيرة التي حدثت بسبب اللعبة انتحار طفل في السويداء عمره 13 عاما متأثرا بتعليمات اللعبة.
لكن مطور لعبة مريم قد نفى أن تقوم اللعبة بحفظ البيانات التي تجمعها من خلال الأسئلة التي تطرحها على اللاعبين، لافتا إلى أن كل مرحلة تنتهي بما فيها من أسئلة وإجابات ولا تحفظ بها في المرحلة القادمة.

### الجوائز
فازت لعبة مريم كمن بين أفضل ألعاب الهاتف في جوائز ألعاب الهاتف المحمول الدولية.

## الشخصيات
هناك شخصيات ظهرت في اللعبة بجانب شخصية مريم منها:
- الساحرة: ساحرة القصر الذي يقع خلف مقبرة الأموات خفيفة تتنقل باستخدام الرياح ولديها حارس شخصي اسمه الاسكندر.
- حيزبونة: تعيش في مقبرة الأموات عمرها تخطى الأف سنة ولديها حارس شخصي اسمه سقراط (شاب حقن بجينات خفاش).
- شهرزاد: شخصية فائقة الجمال تعيش في وادي الأشباح بجانب قصر الملك وجميع جيوش الجن تحت امرتها وحارسها الشخصي اسمه كندي (شخصية أرنب الرعب).
- داريوس: ملك، حكيم وقائد شجاع في تحالف مع شهرزاد يقع قصره بجانب وادي الأشباح.